# Halmbräken
Halmbräken, Dryopteris sieboldii, är en träjonväxtart som först beskrevs av Thomas Moore, och fick sitt nu gällande namn av O. Kze. Dryopteris sieboldii ingår i släktet Dryopteris och familjen Dryopteridaceae. Inga underarter finns listade.